# سازمان اطلاعات سپاه پاسداران انقلاب اسلامی
سازمان اطلاعات سپاه پاسداران انقلاب اسلامی (به‌اختصار: ساس) یک سازمان اطلاعاتی وابسته به سپاه پاسداران انقلاب اسلامی در ایران است که پس از انتخابات ریاست‌جمهوری ۱۳۸۸، از ادغام معاونت اطلاعات سپاه و چند واحد اطلاعاتی دیگر تشکیل شد. ریاست این سازمان از ابتدا بر عهدهٔ حسین طائب بوده‌ است. با تصمیم حسین سلامی (فرماندهِ کل وقت سپاه)، سازمان اطلاعات سپاه با معاونت اطلاعات راهبردی سپاه ادغام شده و در ۲۸ اردیبهشت ۱۳۹۸، طائب مسئول اطلاعات سپاه معرفی شد.
پیش از مهر ۱۳۸۸، سپاه دارای یک «معاونت اطلاعات» بود که پس از انتخابات ۱۳۸۸ به یک سازمان تبدیل شد. رئیس این سازمان منصوب رهبر جمهوری اسلامی است و برخلاف وزیر اطلاعات که باید پاسخگوی رئیس‌جمهور و مجلس باشد، او باید با فرماندهٔ سپاه پاسداران و رئیس دفتر نمایندگی ولی فقیه در سپاه، هماهنگ باشد.
از فعالیت‌های این سازمان می‌توان به «مقابله با جنگ نرم» و «مقابله با فعالیت‌های غیرمجاز سایبری» اشاره کرد. یکی از واحدهای زیرمجموعهٔ سازمان اطلاعات سپاه که وظیفهٔ برخورد با جرایم سایبری را دارد «مرکز بررسی جرایم سازمان یافته» است؛ که تحت عنوان سایت گرداب شناخته شده‌است.
در ۲۵ خرداد ۱۴۰۴، در پی حملهٔ موشکی منتسب به اسرائیل به ساختمان مرکزی سازمان اطلاعات سپاه در تهران، محمد کاظمی (رئیس سازمان) و معاونش حسن محقق کشته شدند.

## توضیحات
سازمان اطلاعات سپاه پاسداران انقلاب اسلامی (اطلاعات سپاه) نقش قابل توجهی در امنیت داخلی و نظارت فناورانه دارد. در یک تحلیل دقیق آمده است که این سازمان به‌طور فعال در «سرکوب نارضایتی‌های داخلی، به‌ویژه از طریق نظارت آنلاین بر فضای مجازی داخلی» مشارکت دارد و با استفاده از کنترل دولتی بر ارتباطات، هزاران شهروند را تحت تعقیب و پیگرد قضایی قرار داده‌است؛ آن‌هم بر اساس قوانینی مبهم در حوزه جرایم سایبری.
تحت رهبری کاظمی، اطلاعات سپاه یکی از سرکوبگرترین نهادهای حکومت بوده‌است؛ نظارت گسترده‌ای را بر شهروندان اعمال کرده، معترضان را بازداشت و شکنجه کرده و مراکز بازداشت مخفی متعددی در سراسر ایران، از جمله بند اختصاصی خود در زندان اوین ــ معروف به بازجویی‌های خشونت‌آمیز ــ راه‌اندازی کرده‌است.
کاظمی به‌عنوان رئیس سازمان اطلاعات سپاه، فرمان سرکوب‌های خشن علیه جنبش‌های اعتراضی را صادر کرده‌است؛ از جمله خشونت دولتی و بازداشت شهروندان دوتابعیتی. پایگاه داده ناقضان حقوق بشر در ایران گزارش می‌دهد که سازمان اطلاعات سپاه تحت رهبری کاظمی از شکنجه و تجاوز استفاده کرده‌است، از جمله در پرونده پرسر و صدای آرمیتا عباسی، که طبق گزارش‌ها مأموران در کرج او را بازداشت کرده، به یک مرکز سپاه منتقل کرده و مورد تجاوز و دیگر اشکال شکنجه قرار داده‌اند.
به‌گزارش پایگاه داده ناقضان حقوق بشر The Spreading Justice database در ایران، کاظمی «مستقیماً مسئول نقض حقوق بشر علیه تمام شهروندان ایرانی» بوده‌است. به همین دلیل، وزارت خزانه‌داری ایالات متحده در اکتبر ۲۰۲۲ و فوریه ۲۰۲۵ او را تحریم کرده‌است.
شواهد ارائه‌شده توسط سازمان‌های حقوق بشری و شهادت‌های قربانیان نشان می‌دهد که اطلاعات سپاه به‌طور سیستماتیک از شکنجه سفید به‌عنوان ابزاری خشن برای اجبار و کنترل استفاده می‌کند. دیده‌بان حقوق بشر Human Rights Watch (۲۰۰۴) تأکید کرده‌است که در مراکز بازداشت تحت نظر سپاه ــ از جمله بازداشتگاه‌های مخفی ــ از انزوای کامل، محروم‌سازی حسی و روشنایی ۲۴ ساعته برای شکستن روانی بازداشت‌شدگان استفاده می‌شود؛ روش‌هایی که با تعریف شکنجه سفید مطابقت دارند.

## وظایف
1. اطلاعات نظامی (بند ۱ ماده ۶ قانون تأسیس وزارت اطلاعات)
2. گرفتن اطلاعات لازم از وزارت اطلاعات قبل از عملیات به عنوان ضابط قوه قضائیه (بند ۲ ماده ۶ قانون تأسیس وزارت اطلاعات)
3. تحویل اخبار واصله امنیتی به وزارت اطلاعات (بند ۳ ماده ۶ قانون تأسیس وزارت اطلاعات)
4. ضابط خاص دادگستری در جرائم پولشویی و تأمین مالی تروریسم (تبصره ۳ ماده ۷ مکرر قانون مبارزه با پولشویی، اصلاحی ۱۳۹۷)
5. ضابط خاص دادگستری در جرائم فروش داروهای مرتبط با سقط جنین ، مشارکت در سقط غیرقانونی و دیگر جرائم مرتبط با سقط غیرقانونی جنین (ماده ۵۹ قانون حمایت از خانواده و جوانی جمعیت مصوب ۱۴۰۰)
6. مبارزه قانونی با عوامل و جریانهایی که در صدد خرابکاری، براندازی نظام جمهوری اسلامی، و یا اقدام علیه انقلاب اسلامی ایران می‌باشند (ماده ۲ اساسنامه سپاه پاسداران انقلاب اسلامی)
7. مبارزه قانونی با عواملی که با توسل به قوه قهریه در صدد نفی حاکمیت قوانین جمهوری اسلامی باشند (ماده ۳ اساسنامه سپاه پاسداران انقلاب اسلامی)
8. خلع سلاح کسانی که بدون مجوز قانونی اسلحه و مهمات حمل و نگهداری می‌نمایند (ماده ۴ اساسنامه سپاه پاسداران انقلاب اسلامی)

- نکته ۱: وظایف ذکر شده سپاه پاسداران در اساسنامه آن به وظایف سازمان اطلاعات سپاه به عنوان بخشی از مجموعه سپاه پاسداران تسری می‌یابد.
- نکته ۲: مطابق ماده ۵ قانون تأسیس وزارت اطلاعات، سپاه پاسداران در مورد مبارزه با ضدانقلاب داخلی و سایر مأموریت‌های محوله در اساسنامه سپاه پاسداران از خط مشی وزارت اطلاعات تبعیت کرده و حق کسب و جمع‌آوری اخبار و تولید اطلاعات و تجزیه و تحلیل آن و شناسایی ضد انقلاب را داشته و این وزارتخانه را کمک می‌کند.

## دخالت در انتخابات
پیش از انتخابات ریاست‌جمهوری ۱۴۰۰، سازمان اطلاعات سپاه پاسداران انقلاب اسلامی با شماری از فعالان رسانه‌ای تماس گرفته و از آن‌ها خواسته‌است که مطلبی در نقد ابراهیم رئیسی (از اعضای «هیئت مرگ» در قتل‌عام زندانیان عقیدتی-سیاسی در ۱۳۶۷ و داوطلب انتخابات ریاست‌جمهوری سیزدهم) منتشر نکنند و گر نه، برایشان «مشکل‌ساز» خواهد شد.

## تلفات افسران ارشد امنیتی سپاه در خیزش ۱۴۰۱ ایران
به گزارش بعضی منابع، در جریان خیزش ۱۴۰۱ ایران، کمبود نیرو برای سرکوب و نیز گریختن تعداد زیادی سرباز از خدمت، باعث شده که حکومت جمهوری اسلامی از افسران ارشد حتی در سطح سرهنگ (سپاه) استفاده کند که بعضی از آن‌ها همچون: سرهنگ حمیدرضا هاشمی (با نام مستعار سید علی موسوی)، معاون اطلاعات سپاه سلمان استان سیستان و بلوچستان و سرهنگ نادر بیرامی، رئیس اطلاعات سپاه شهرستان صحنه، در درگیری با مردم معترض کشته شدند.

## زندان‌های پنهانی سازمان اطلاعات سپاه
فهرست برخی از زندان‌ها و بازداشت‌گاه‌های سازمان اطلاعات سپاه (ساس):
1. بازداشتگاه‌های سازمان اطلاعات سپاه در ارومیه؛
2. بازداشتگاه سازمان اطلاعات سپاه سنندج (شهرام‌فر)؛
3. بازداشتگاه سپاه نبی اکرم کرمانشاه.
4. بازداشتگاه اطلاعات سپاه خمین(میدان بسیج رو به روی سالن 22 بهمن شهرستان خمین مرکزی)

## رئیسان سازمان
نکته: این فهرست تنها شامل مسئولان شناخته شده از این سازمان است که نام و مشخصات آن‌ها در رسانه‌های رسمی درج شده‌است:
| رئیس | آغاز تصدی     | پایان تصدی    | منبع          |
| --- | ------------- | ------------- | ------------- |
| مسئول اداره تحقیقات و اطلاعات |               |               |               |
| علی‌محمد بشارتی | اردیبهشت ۱۳۵۸ | خرداد ۱۳۵۸    | [ ۱۷ ]        |
| رئیس اداره اطلاعات |               |               |               |
| محسن رضایی | خرداد ۱۳۵۸    | شهریور ۱۳۶۰   |               |
| وحید ناصری | ۱۳۶۰          | ؟             | [ ۱۸ ]        |
| رضا سیف‌اللهی | ۱۳۶۰          | ۱۳۶۲          |               |
| غلامرضا محرابی | ؟             | ؟             | [ ۱۹ ]        |
| معاون اطلاعات ستاد کل سپاه پاسداران (با تأسیس وزارت اطلاعات در سال ۱۳۶۳، اداره اطلاعات سپاه به وزارت منتقل شد اما پس از مدتی، دوباره راه‌اندازی شد) |               |               |               |
| سید کاظم کاظمی | ۱۳۶۳          | ؟             | [ ۲۱ ] [ ۲۲ ] |
| احمد وحیدی | ۱۳۶۴          | ۱۳۶۷          | [ ۲۳ ]        |
| معاون اطلاعات ستاد مشترک سپاه پاسداران |               |               |               |
| سرتیپ پاسدار احمد وحیدی | حوالی ۱۳۷۸    | ؟             | [ ۲۴ ]        |
| غلامحسین رمضانی | ۲۹ مرداد ۱۳۸۴ | اردیبهشت ۱۳۸۵ | [ ۲۵ ] [ ۲۶ ] |
| سرتیپ پاسدار اسماعیل قاآنی | اردیبهشت ۱۳۸۵ | تابستان ۱۳۸۶  | [ ۲۷ ] [ ۲۸ ] |
| سرتیپ پاسدار سید مجید میراحمدی | تابستان ۱۳۸۶  | ۶ اسفند ۱۳۸۶  | [ ۲۹ ]        |
| معاون اطلاعات فرماندهٔ کل (انحلال ستاد مشترک و تبدیل معاونت‌های آن به معاونت‌های فرماندهی کل)                                                         |               |               |               |
| سرتیپ پاسدار سید مجید میراحمدی | ۶ اسفند ۱۳۸۶  | ۱۳۸۷          |               |
| غلامحسین رمضانی | ۱۳۸۷          | مهر ۱۳۸۸      | [ ۳۰ ]        |
| معاون فرماندهٔ کل و رئیس سازمان اطلاعات (ادغام معاونت اطلاعات راهبردی سپاه با سازمان اطلاعات سپاه در اردیبهشت ۱۳۹۸)                                 |               |               |               |
| حسین طائب | مهر ۱۳۸۸      | ۲ تیر ۱۴۰۱    | [ ۳۲ ] [ ۳۳ ] |
| سرتیپ پاسدار محمد کاظمی | ۲ تیر ۱۴۰۱    | ۲۵ خرداد ۱۴۰۴ | [ ۳۴ ]        |
| سرتیپ پاسدار مجید خادمی | ۲۹ خرداد ۱۴۰۴ | اکنون         | [ ۳۵ ]        |

## سابقهٔ اقدامات

### دستگیری‌ها
- دستگیری روح‌الله زم
- دستگیری جیسون رضاییان
- دستگیری نازنین زاغری
- دستگیری نزار زاکا
- دستگیری باقر و سیامک نمازی
- دستگیری کاووس سیدامامی و جمعی از فعالان محیط زیست
- دستگیری عبدالرسول دری اصفهانی[۳۶]

### عملیات‌های ناموفق
- ترور شهروندان اسرائیلی در استانبول در مرداد ۱۴۰۱[۳۷]